# Xekliàievo
Xekliàievo (en rus: Шекляево) és un poble del krai de Primórie, a l'Extrem Orient de Rússia, que en el cens del 2010 tenia 258 habitants.